# Sylvia Brigham Dimiziani
Sylvia Brigham-Dimiziani (* 1937) ist eine US-amerikanische Sängerin und Gesangspädagogin.

## Leben
Brigham-Dimiziani studierte am Pomona College (Bachelor 1959) und an der Juilliard School (Master 1961). Im Rahmen des Fulbright-Programms setzt sie ihre Ausbildung an der École normale de musique de Paris und am Mozarteum in Salzburg fort und nahm an den Darmstädter Ferienkursen teil. Nach ihrer Rückkehr in die USA wurde sie 1964 Mitglied der Gruppe Creative Associates at the Center of the Creative and Performing Arts der University at Buffalo, der sie bis 1966 angehörte. Nach Auftritten in Italien unterrichtete sie an der California State University, Northridge. 1970 wurde sie Assistent Professor, 1975 Associate Professor an der Musikfakultät der University at Buffalo, wo sie bis zu ihrer Emeritierung Gesang, vokale Kammermusik und Stimmbildung unterrichtete.
Als Sängerin trat sie u. a. mit dem New York Philharmonic Orchestra, den Berliner Philharmonikern, dem Orchestre des Conservatoires de Paris und dem Santa Cecilia Orchestra in Rom auf und war Gast beim Maggio Musicale Fiorentino, beim Internationalen Musikfestival in Palermo, beim Festival Nuova Consonanza in Rom, bei den Monday Evening Concerts in Los Angeles, der Vita Musicale Contemporanea in Florence und beim Pan-American Festival in Washington. Ihr Repertoire umfasst ebenso Werke von Bach, Händel, Mozart und Schumann wie Werke von Komponisten des 20. Jahrhunderts wie Eric Satie, Albert Roussel, Charles Ives, Arnold Schoenberg, Anton Webern, Henry Brant, David Del Tredici, Lukas Foss, Ned Rorem, Leo Smit und Henri Pousseur. Fred Myrow komponierte für sie die Songs from the Japanese.